# イーロン・マスク
イーロン・リーヴ・マスク（英語: Elon Reeve Musk、1971年6月28日 - ）は、南アフリカ共和国出身のアメリカ合衆国の起業家。2025年以降、第2次トランプ政権下で、公式には特別政府職員の職位で大統領であるドナルド・トランプの大統領上級政治顧問の役割を務め、政府効率化省（DOGE）の事実上のトップとして活動した。PayPal、スペースX、テスラ、ボーリング・カンパニー、OpenAI、xAI等を共同設立し、スペースX、テスラのCEO、X社（旧：Twitter）の執行会長兼CTOを務めた。南アフリカ共和国、カナダ、アメリカ合衆国の国籍を持つ。
電子決済の先駆的企業PayPalの創業者の一人として成功を収め、その後電気自動車（テスラ）、宇宙開発（スペースX）、太陽光発電などのビジネスでも成功し、当時没落していたそれらの業界を再興させたと評される。ピーター・ティールやYouTube創業者のチャド・ハーリーなどと共に「ペイパルマフィア」の一人としても語られる。
2012年にはスペースXが国際宇宙ステーションへの宇宙船の打ち上げに成功し、テスラはEV ｢モデルS｣ を発売した。これによってマスクは宇宙と自動車というまったく別の業界で偉業を成し遂げ、スティーブ・ジョブズに例えられる存在になった。
2025年3月の時点でマスクは世界で最も裕福な人物であり、その純資産は3420億ドル（約51兆200億円）と見積もられている。マスクの資産は2024年12月には一時4470億ドル（約68兆円）に達しており、これは世界で初めて個人資産が4000億ドルを超えた事例となった。（詳細は資産を参照）
2019年にフォーブスが発表した「アメリカ合衆国で最も革新的なリーダー」ランキングではAmazon.com（アマゾン）CEOのジェフ・ベゾスと並び、第1位の評価を受けた。また、自身の弟が起業したテスラの子会社ソーラーシティの会長を務めている。
2025年1月から第47代米大統領に就任したドナルド・トランプが設置した政府効率化省（DOGE）のトップを務めており、その影響力からTIME紙は「米国政府の構造に対し、これほどまでに権力を振るった一市民は前例がない」としており、「影の大統領」とも評されていた。また、スペースXの企業城下町でテキサス州の自治体となったスターベース市の「影の市長」とも呼ばれた。
一方、同年2月17日司法省は、ワシントン連邦地裁のターニャ・チャトカン判事に提出した宣誓供述書で、マスクは「DOGEの責任者ではなく、大統領の上級顧問」だと述べた。供述書では、マスクはDOGEで働いているのではなく、大統領に助言および指示を伝えるために動いているにすぎず、「政府の意思決定を行う実際の権限も正式な権限も持っていない」と記している。同年5月28日、特別政府職員としての任期が終了するとして、政府の役職を離れると発表した。

## 来歴

### 生い立ち
イギリス人とアメリカ人（ペンシルベニアダッチやミネソタ州出身の白人）をルーツに持つ南アフリカ人の技術者・実業家・政治家の父親エロール・マスク（Errol Musk）と、モデル・栄養士の母親メイとの間に南アフリカで生まれる。
マスクが育った当時の南アフリカでは、アパルトヘイト（人種隔離政策）を推進する政府のプロパガンダが氾濫していた。マスクが暮らしたのは経済の中心地ヨハネスブルク、首都プレトリア、東部の沿岸都市ダーバンであり、彼が暮らした郊外のコミュニティは、フェイクニュースにほぼ埋め尽くされていた。
政府によるプロパガンダが氾濫するなかで白人の立場で育ったマスクにはトラウマになった過去があるとマスクの父親は語っており、マスクが求める言論の自由にはその過去の体験の影響があるとしている。なお、当時父親のエロールはアパルトヘイトに反対する進歩連邦党から選挙に出馬したこともあった。
マスクが南アフリカ時代の出来事をあまり語りたがらない理由として、1988年にマスクと共にプレトリア男子高校を卒業した同級生のテレンス・ベニーは「それ（語らないこと）自体が物語っている。白人の子供たちは（アパルトヘイトの）厳しい現実と無縁でいられたから」としており、マスクが2年間通ったブライアンストン高校で同級生だったメラニー・チアリーは「私たちは南アフリカの白人のティーンエージャーとして、本当に何もわかっていませんでした。本当に何も。」と当時を語っている。
幼少期からものづくりに興味を持ち、ロケットを使った実験を繰り返していた。また、祖母から事故で亡くなった母方の祖父でテクノクラシー運動の活動家でもあった飛行士のジョシュア・N・ホールドマンの話を聞かされたこともその冒険精神に影響を与えたとされる。父親曰く｢内向的で思慮深かった｣ といい、集団の中に溶け込むよりも一人本を読むことを好んだ。記憶力が高く、読破した百科事典の内容を完全に記憶していたという。1日に2冊の本を読み、ファンタジー小説やSF小説を多読していた事が「世界を救う」という夢につながっているかもしれないと語っている。
9歳の時に両親が離婚、マスクは弟のキンバルと共に父親のもとに身を寄せた。10歳のときにコンピュータを買い、プログラミングを独学した。12歳のときには最初の商業ソフトウェアであるBlasterを販売する。自作の対戦ゲームソフトを売り、500ドルを手にした。
学生時代はいじめに遇い、階段から落とされたり、気絶するまで殴られたりした。父親は厳しく、学校でも居場所がなかったことから、ひとりの世界にこもっていた。
再建手術が必要になるほどのいじめを受けた直後、ブライアンストン高校からプレトリア男子高校に転校した。

### カナダ、アメリカ合衆国への移住
アメリカ合衆国の「やる気さえあれば何でもできる」という精神と、最新のテクノロジーへの憧れからアメリカ合衆国への移住を試みるが、資金が無かったため、そう簡単では無かった。元々、母親はカナダのサスカチュワン州レジャイナの生まれで、多くの親戚がカナダ西部に住んでいた。
その後、オンタリオ州へ引っ越して、1989年に19歳でカナダのクイーンズ大学に入学。クイーンズ大学に在学中、弟のキンバル・マスクとともに始めた、会ってみたい実業家に電話をかけてランチに誘うという方法で、ノヴァ・スコシア銀行でインターンシップをする機会を得た。彼はアメリカへの移住を希望した。彼は「アメリカは、すごいことを可能にする国だ」と述べている。
1991年にはアメリカ合衆国のペンシルベニア大学ウォートン校へ進むための奨学金を受け、同大学で経済学と物理学の学士を取得する。大学時代は家の家賃を稼ぐため寮でナイトクラブを開いていた。彼の後の言葉によると、当時、彼は人類の進歩に貢献する分野は「インターネット」「クリーン・エネルギー」「宇宙」だと考えていた。
1995年に高エネルギー物理学を学ぶためスタンフォード大学の大学院へ進学する。電気自動車用のバッテリーを作るためだったが、インターネットの勃興によって方針を転換する。インターネットの世界でやっていきたいとブラウザを世界で初めて開発したネットスケープに応募したが、返事はなかった。そのため履歴書を持って本社まで足を運ぶも、恥ずかしさと恐怖のあまり人に話しかけることができず入社を断念する。

### 最初の起業
1995年、マスクは大学院を休学して弟のキンバルとグレッグ・クーリの3人でZip2を設立した。同社は、地図や道案内、イエローページなどを備えたインターネット上のシティガイドを開発し、新聞社に売り込んだ。パロアルトにある小さなレンタルオフィスで、マスクは毎晩のようにウェブサイトのコーディングに励んだ。
やがてZip2は、ニューヨーク・タイムズ、シカゴ・トリビューンと契約を結んだ。兄弟はシティサーチ社との合併を断念するよう取締役会を説得したが、マスクのCEO就任の試みは頓挫した。1999年2月、コンパックがZip2を現金3億700万ドルで買収し 、マスクは7パーセントの株式で2200万ドルを受け取った。

### ペイパルの成功
その後1999年、マスクはオンライン金融サービスと電子メール決済の会社であるX.comを共同設立した。X.comは連邦政府が保証する最初のオンライン銀行の1つであり、設立後数カ月で20万人以上の顧客が加入した。マスクは創業者でありながら、投資家から経験不足とみなされ、年末にはCEOをインテュイット社のビル・ハリスに交代した。
2000年、X.comは、オンライン銀行コンフィニティ社の送金サービス「PayPal」がX.comのサービスよりも人気があったため、競争を避けるためにコンフィニテイ社と合併した。その後、マスクは合併した会社のCEOとして復帰した。しかし、マスクはUnix系ソフトよりもMicrosoft系ソフトを好んでいたため、従業員の間に溝ができ、コンフィニティの創業者であるピーター・ティールが辞任することになった。2000年9月、技術的な問題が重なり、ビジネスモデルもまとまらないことから、取締役会はマスクを更迭し、ティールに交代させた。ティールの下、同社は送金サービスに注力し、2001年にPayPalと改名した。
2002年、ペイパルはeBayに15億ドルの株式で買収され、ペイパルの株式の11.72%を持つ筆頭株主であるマスクは1億7580万ドル（約200億円）を受け取っている。それから15年以上経った2017年、マスクはペイパルからX.comのドメイン名を個人的な思い入れから購入した。2022年10月5日、「Twitterの買収は万能アプリ『X』の開発を加速する」とツイート。別の投稿で「Twitterがおそらく『X』を３─５年早めるだろう。ただ、私の予想が外れる可能性もある」とした。
マスクはペイパル売却で得た約200億円を元手にテスラへの出資やスペースXの起業などに着手した。

### 宇宙開発企業の立ち上げ

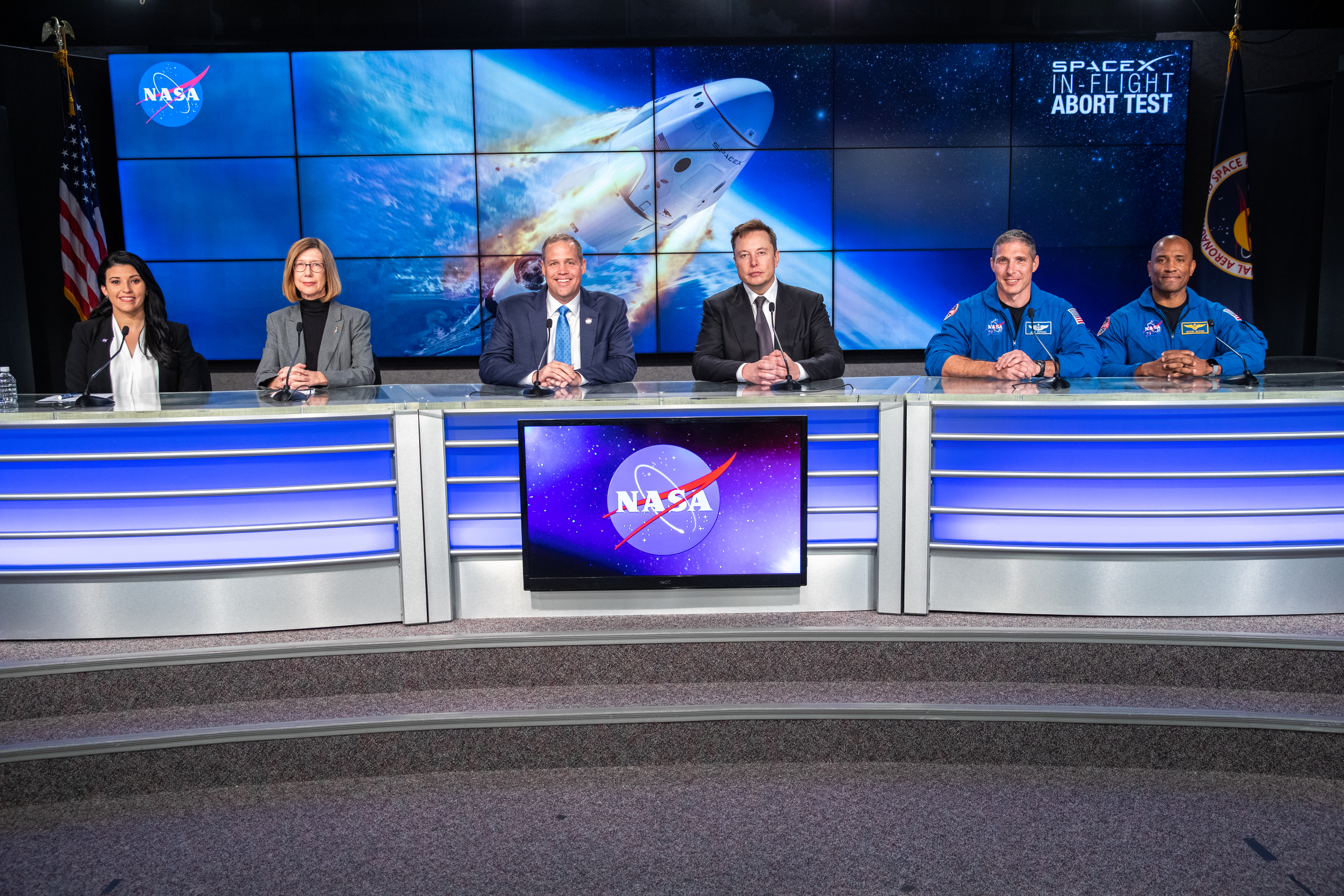
スペースXとNASAの記者会見のようす（2020年1月撮影）

2002年に3つ目の会社として、宇宙輸送を可能にするロケットを製造開発するスペースX社を起業し、CEOならびにCTOに就任している。
マスクは巨大な再利用ロケットを建造して人々を火星に移住させ、人類を多惑星種（Multiplanetary Species）にすることを目指している。多惑星種であれば地球が何らかの理由で滅亡したとしても人類は他の惑星で生き残り続けることができる。
また、BFR（現:スターシップ）を旅客用に使用して地球上を1時間以内で結ぶ「高速二地点間輸送」という新たな移動手段の開発も手掛けている。
2012年、宇宙船ドラゴンは国際宇宙ステーション（ISS）にドッキングし、商業宇宙船としては初の快挙を成し遂げた。マスクは、マイク・グリフィンがNASA長官として最後に行った行動の1つであるNASA賞が、同社を救ってくれたと信じている。
2015年12月には人工衛星打ち上げ後、ファルコン9の第1段を再着陸させることに成功、衛星を打ち上げた後のロケットを再着陸させたのは世界初の偉業だった。
2019年以降、スペースXはファルコン9とファルコンヘビーを置き換えるための完全再利用可能な超重量級ロケット、スターシップの開発を進めている。2020年、スペースXは初の有人宇宙船であるDemo-2を打ち上げ、民間企業として初めて有人宇宙船をISSにドッキングさせることに成功した。

#### スターリンク
2015年、スペースXは衛星インターネットアクセスを提供する低地球軌道衛星のスターリンクコンステレーションの開発を開始し、2018年2月に最初のプロトタイプ衛星2基が打ち上げられた。スターリンクは数万基の小型人工衛星で地球を覆うことで世界中の僻地やインターネット不通地域でのネット利用を可能にする。
2022年のロシアによるウクライナ侵攻の際、マスクはスターリンク端末をウクライナに送り、インターネット接続と通信を提供し、この行動はウクライナの大統領であるウォロディミル・ゼレンスキーによって賞賛された。しかし、マスクはスターリンクでロシアの国営メディアを遮断することを拒否し、自らを「言論の自由絶対主義者」であると宣言している。
スペースXはまた、地球低軌道における新しいミサイル防衛システムの一部として、宇宙開発庁のためにカスタム軍事衛星を設計し、打ち上げている。このシステムにより、米国は地球上のどこからでも発射される核ミサイルや極超音速兵器を感知し、照準を合わせ、潜在的に迎撃する新たな能力を獲得することになる。中国とロシアはこのプログラムについて国連に懸念を表明し、様々な機関がこれが世界を不安定化し、宇宙での軍拡競争の引き金になりかねないと警告している 。

### 自動車業界への参入

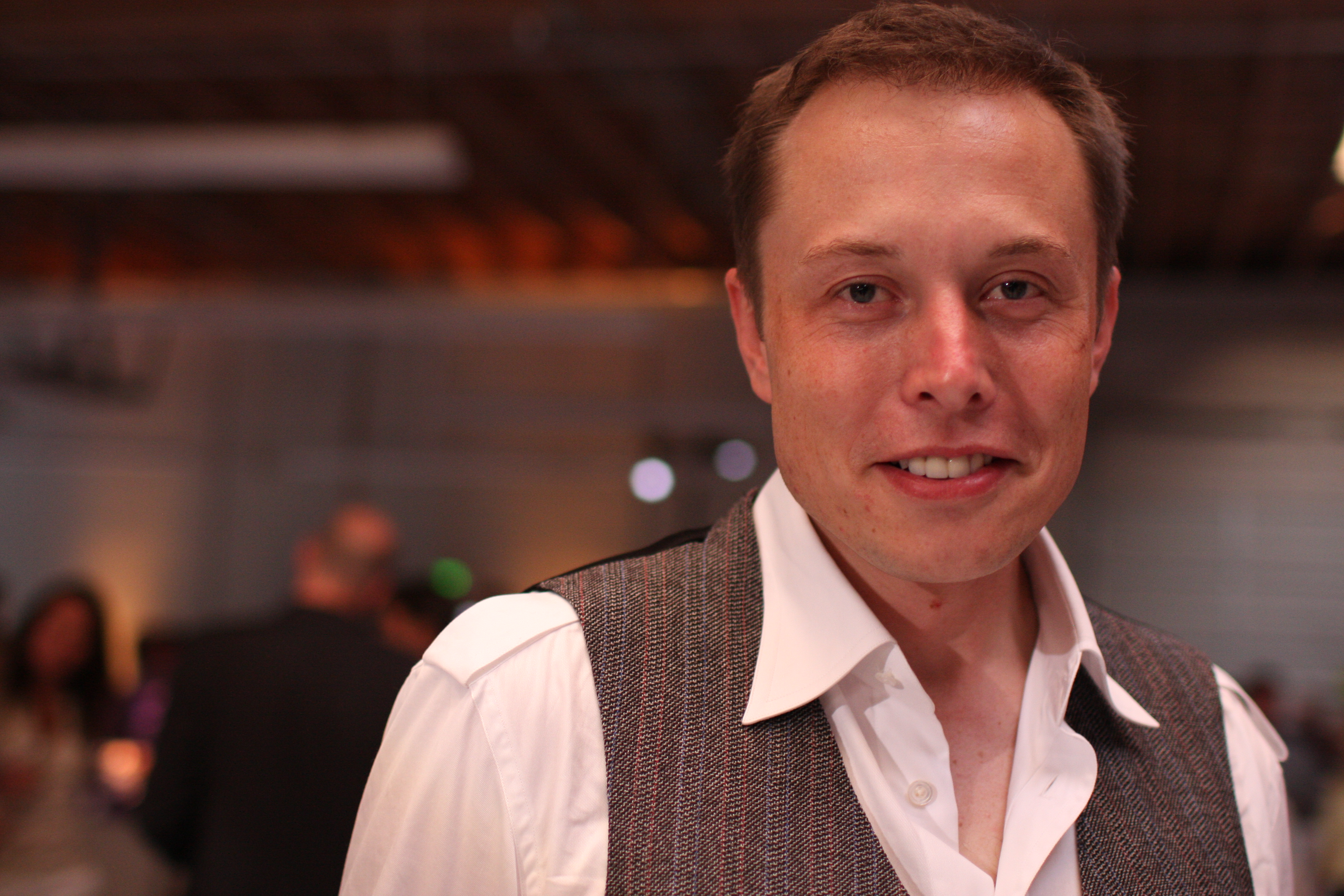
2008年のテスラ会長時代、メンローパークにて。

テスラ社は、2003年にマーティン・エバーハートとマーク・ターペニングによって創業された電気自動車（EV）開発企業で、マスクは2004年2月のシリーズAラウンドの出資を主導し、650万ドルを出資して大株主となり、会長としてテスラの取締役会に参加した。2009年のエバーハードとの訴訟和解により、マスクはターペニングと他の2人とともにテスラの共同創業者に認定された。
2019年時点で、マスクは世界の自動車メーカーで最も長く在職しているCEOである。2021年、マスクはCEOの地位を維持したまま、名目上「テクノキング」に肩書きを変更した。
テスラは2008年に電気スポーツカー「ロードスター」を初めて製造した。販売台数は約2,500台で、リチウムイオン電池を使用した初の量産型電気自動車であった。
2012年には4ドアセダン「モデルS」の納車を開始。2015年にはクロスオーバーの「モデルX」を発売。2017年に量販セダン「モデル3」が発売された。モデル3は、プラグイン電気自動車として世界で歴代ベストセラーとなり、2021年6月には電気自動車として初めて世界販売台数100万台を達成した 。2020年には5車種目となるクロスオーバー「モデルY」を発売。2019年には全電動のピックアップトラック「テスラ・サイバートラック」を発表した。また、マスクのもと、テスラはギガファクトリーと名付けられたリチウムイオン電池の製造工場を建設している。
テスラは完全自動運転車の開発も行っており、自動運転ソフトウェアのFull Self-Drivingや自動運転化された自家用車を使ったロボタクシーの構想などがある。
2010年の株式公開以来、テスラの株価は大きく上昇し、2020年夏には最も価値のある自動車メーカーとなり、同年末にはS&P500に入った 。2021年10月には、米国史上6社目となる時価総額1兆ドルに到達した。
2022年、マスクはテスラが開発した人型ロボット「オプティマス」を発表した。

#### ソーラーシティの買収
マスクはテスラで持続可能な移動手段の構築に取り組んでいるが、エネルギーの生産においても持続可能性を追及しており、太陽光発電にその可能性を見出だしている。マスクは太陽を自然の核融合炉に例えて、地球に降り注ぐ太陽光を人類が利用できれば地球全体を賄うだけの持続可能なエネルギー源になると考えている。
太陽光発電会社ソーラーシティは、マスクの従兄弟であるリンドンとピーター・リヴが2006年に設立した会社で、マスクは最初のコンセプトと資金を提供した。2013年には、ソーラーシティは米国で2番目に大きな太陽光発電システムの提供会社となった。2014年、マスクはソーラーシティがニューヨーク州バッファローに、米国最大の太陽光発電所の3倍の広さの生産施設を築くという構想を推進した。工場は2014年に着工し、2017年に完成した。2020年初頭までパナソニックとの合弁会社として運営された。
2016年、テスラはソーラーシティを20億ドル超で買収し、自社のバッテリー部門と統合してテスラエナジーを設立した。この取引の発表により、テスラの株価は10％以上下落した。当時、ソーラーシティは流動性の問題に直面していた。複数の株主グループが、ソーラーシティの買収はマスクの利益のためだけに行われ、テスラとその株主を犠牲にしたと主張し、マスクとテスラの取締役を相手に訴訟を起こした 。テスラの取締役は2020年1月に訴訟を和解させ、残る被告はマスクのみとなった 。その2年後、裁判所はマスクに有利な判決を下した。

### 真空チューブ交通の提唱
2013年には真空チューブ列車のハイパーループのアイデアを提唱している。ハイパーループは減圧チューブ内を乗用ポッドが浮上して走行することで、旅客機や日本のリニアモーターカーを越える時速1223kmで移動することができ、サンフランシスコとLAを30分で結ぶことができる。
マスクはハイパーループを自動車や航空機に次ぐ ｢第5の移動手段｣ と呼んだ。マスク自身は開発を行ってないが、ハイパーループのアイデア自体をオープンソース化して、名乗りを上げた企業が開発を進めている。

### 超音速eVTOLジェット機の構想
2015年10月、マスクは電動で垂直離着陸できる超音速ジェット機のアイデアがあると明かした。2016年のHyperloop Pod Award Ceremonyでもこの構想について話した。2010年に公開された映画「アイアンマン2」にマスクがカメオ出演した際にもこの構想に言及している。
マスクは、この構想の実現について積極的な態度を見せているが、多忙のため開発に着手できずにいる。

### ニューラリンクの設立
2016年、マスクは1億ドルを出資してニューロテクノロジーのベンチャー企業であるニューラリンクを共同設立した。
ニューラリンクは、脳に埋め込む装置ブレイン・マシン・インタフェース（BMI）を作ることで、人間の脳と人工知能（AI）を統合し、機械との融合を促進することを目指している（人間拡張）。このような技術は、記憶を強化したり、デバイスがソフトウェアと通信することを可能にしたりする。
また、アルツハイマー病や認知症、脊髄損傷などの神経疾患の治療用デバイスの開発も目指している。

### 地下トンネル輸送
2017年、マスクは地下トンネルを建設するボーリング・カンパニーを設立した。社が想定する地下輸送システム ｢ループ｣ はトンネル内を自動運転の電気自動車が時速150マイル（時速240km）で走行することで大都市の交通渋滞を回避できるというものである。将来的にはマスクが提唱したハイパーループとの接続も想定されている。
2017年初頭、同社は規制機関との協議を開始し、スペースX社のオフィスの敷地内に幅30フィート（9.1m）、長さ50フィート（15m）、深さ15フィート（4.6m）の「テストトレンチ」の建設を開始した。全長2マイル（3.2km）足らずのロサンゼルス・トンネルは、2018年にジャーナリスト向けにデビューした。テスラ・モデルXを使用し、最適な速度以下で走行しながら、荒々しい走行をすることが報告された。
2018年に発表されたシカゴと西ロサンゼルスの2つのトンネルプロジェクトは中止となった。しかし、ラスベガス・コンベンション・センターの下にあるトンネルは、2021年初頭に完成した。地元当局は、トンネルのさらなる拡張を承認している。2021年、フロリダ州フォートローダーデールでのトンネル建設が承認された。

### Twitterの買収とXへの変更
マスクは2017年の段階でTwitterの買収に興味を示していた。2022年4月には実際にTwitter買収提案を行い、同年10月に買収が完了した。 
マスクはTwitterは社会のデジタル広場であり、合法な言論であれば民主主義の維持のために投稿の制限などを受けるべきではないとの持論を持っていた。また、1つのアプリであらゆることが可能な ｢スーパーアプリ｣ の開発に興味を示しており、Twitterをスーパーアプリ化するというのが彼の考えの1つだった。
ウォール・ストリート・ジャーナルの報道によれば、マスクがTwitterを買収することを決めたきっかけは、トランスジェンダー女性を「今年の男だ」などと言って嫌がらせをしていたアカウントが規約違反で凍結されたことである。また、先妻タルラ・ライリーは、「ウォーキズム」に歯止めをかけるためにTwitterを買収するようマスクを促したという。
マスクはTwitter買収後すぐに、前任CEOのパラグ・アグラワルを含むTwitterのトップ役員を解雇した。また、月額8ドルの「ブルーチェックマーク」を導入し、同社の従業員を大量にレイオフした。
同年11月20日、2021年に永久凍結された米元大統領のドナルド・トランプのアカウントを復活させるかの趣旨で、自身のTwitter上で賛否の投票を実施。24時間の投票で投票総数は1500万票を超え、トランプの復帰に賛成が51.8％、反対は48.2％となりアカウントの凍結を解除した。
同年11月18日には2012年に米コネティカット州の小学校で起きた銃乱射事件を「でっち上げ」と主張して遺族への賠償を命じられた陰謀論者、アレックス・ジョーンズについては復活はないと宣言した。トランプの凍結解除後の夜のツイートでは聖書の引用に加え、自身が経験した第1子の突然死を挙げて、「子どもの死を政治や名声の手段にするような人物は容赦しない」と書き込んだ。
同年12月15日、個人情報の共有を禁止するルールに違反したとしてCNN、ニューヨーク・タイムズ、ワシントン・ポストなどに所属する記者のアカウントが凍結された。CNNはマスクのこの行為を批判したほか、EUや国連からも非難された。17日には投票によって凍結が解除された。
2023年3月9日、X Holdings Corp.とX Corp.をネバダ州に登録し、同日に人工知能（AI）企業としてxAIの設立を計画していることが報じられた。xAIは同年7月12日に設立したことを発表したが、X Corp.とxAIは別会社としている。
同年4月4日、Twitterを自身が保有するX社に統合した。
同年5月12日、X社のCEOを退き、同社会長兼CTOに就任することを発表した。同年6月5日、後任のCEOにNBCユニバーサル広告部門責任者を務めたリンダ・ヤッカリーノが就任した。マスクは2022年12月にTwitterのCEOを辞任すべきかを自身のツイート上で投票を行い、回答者の57.5％が賛成したことから、マスクは「TwitterのCEOを引き受けるほど愚かな人を見つけたらすぐにCEOを退任する。その後は、ソフトウェアとサーバーのチームの運営に専念する」と述べていた。マスクはその言葉通り、同社の執行会長兼CTOに転任した。
同年7月24日、サービス名としてのTwitterもXに切り替えた。前述したX.comのドメインもtwitter.comからのリダイレクトに変更した。マスクはXを決済サービスなどの様々な機能を搭載するスーパーアプリ化を目指すと述べた。

## 政治活動
ドナルド・トランプに対してはかつては批判的だったものの、2022年頃より親交が報じられており、2024年7月のトランプ暗殺未遂事件の後に正式に支持を表明した。2021年1月6日の連邦議会議事堂襲撃事件を受けてTwitterはトランプを追放したが、2022年後半にTwitterを買収したマスクは、即座にトランプのアカウントを復活させた。
2024年までに、マスクはトランプを言論面で、そして財政的に支持するようになり、2024年10月までには、トランプの大統領選挙キャンペーンにおける個人寄付者として2番目に多くの資金を提供した人物となった。マスクの見解は一般的に右翼的かつ保守的であると言われている。かつては比較的非政治的で中道的であると考えられていたが、2022年にツイッター社を買収して以来、右傾化し、自らの政治的見解についてより声高に語るようになった。マスクは新型コロナウイルスまん延時の規制や、自身の子が出生時の性と異なる性自認をもつトランスジェンダーになったのを契機に、リベラルな思想を強く嫌い始めたとされる。進歩派ら左派を社会正義に目覚めた「Woke（ウォーク）」と呼んで攻撃するようになった。
通常は党派的な政治活動を避けるソーシャルメディア幹部の中では、彼は異端者であると評される。マスクは極右の誤情報や数多くの陰謀論をシェアしてきたが、マスクは依然として自身を政治的に中道派であると表現し、保守派というレッテルを張られることを拒否している。2024年以降は米国内に留まらず、ドイツの極右政党を礼賛したり、英国で投獄されている極右活動家の釈放を求めるなど、世界的な右傾化を推進している。
マスクいわく、かつての左派（リベラル）達は現在極左になったため、マスク自身の立ち位置は変わらないが、極左と化した彼らからは自分は中道右派に映るだろうとしている。そして極左となり言論統制をしているとしてTwitter社やリベラル派を批判している。「Twitterはリベラルな権威主義者によるいじめの巣窟と化し、議論は死に絶えた」とも発言している。
また、リバタリアン的な言動が目立つとされ、自身は政治的穏健派と称している。また、アメリカの民主党・共和党の二党制や左派・右派の二元論（善悪二元論）で分類されることを好んでいない。多くのアメリカの大企業と同様に、リスクヘッジのために政治献金は両党に行っているともされる。マスクはポリティカル・コレクトネスやトランスジェンダーを嫌悪する発言の自由を擁護しており、「Wokeの心理ウイルスはNetflixを見るに堪えないものにしている」と発言している。
マスクはカリフォルニア州に住んでいた頃は無党派の有権者として登録していた。これまでマスクは民主党と共和党の両方に寄付を行っており、その多くはマスクが利害関係を持つ州のものである。しかし、2010年代後半からマスクの政治献金はほぼ完全に共和党に偏っている。
マスクは2016年のアメリカ大統領選挙でヒラリー・クリントンに投票した。2020年の民主党大統領予備選挙では、アンドリュー・ヤンを支持し、ヤンが提案するユニバーサル・ベーシックインカムへの支持を表明した。また、カニエ・ウェストの2020年大統領選挙運動も支持した。マスクは、2020年のアメリカ大統領選挙ではジョー・バイデンに投票したと述べた。
しかし、2022年5月、マスクは民主党が「分裂と憎悪の党」であるため「もはや支持できない」と述べた。また2020年アメリカ大統領選挙の終盤、バイデンの次男ハンターの不正疑惑を収めたパソコンが発見されたとの報道があったが、Twitterはその報道に関する投稿の表示を禁じた。Twitter側はこの対応はミスであると釈明して謝罪したが、2022年、マスクはその措置を民主党寄りだとして強い反対を示した。大富豪税とポリティカル・コレクトネス（ポリコレ）による言論統制に反対して、同年6月のテキサス州連邦下院の補選で共和党のメイラ・フローレスに投票した。
2022年のアメリカ選挙では「独立心のある有権者」に共和党に投票するよう促すツイートを投稿した。その秋、マスクは、トランスジェンダーのケアや不法移民などの問題で民主党を攻撃する広告を激戦州で展開した保守派の政治団体「Citizens for Sanity」に5000万ドル以上を寄付した。マスクは、 2024年の米国大統領選候補として共和党のロン・デサンティスを支持し、2023年には選挙運動に1000万ドルを寄付し、Twitter Spacesのイベントでデサンティスの選挙運動を支援した。2023年8月、マスクは、共和党の大統領候補であるビベック・ラマスワミを共和党の副大統領候補にすべきだと表明した。
2024年7月に起きたドナルド・トランプ暗殺未遂事件の後、マスクはトランプの早期回復を願うメッセージを寄せ、大統領候補として支持を表明した。2024年7月のXの投稿で、マスクは2024年大統領選挙でトランプの対立候補であるカマラ・ハリスのディープフェイク動画を共有した。この動画ではハリスが「ダイバーシティ採用の究極」であり、国家運営に無知であると発言しているように描写されていた。マスクは動画について「素晴らしい」と評価し、Xが「欺瞞的な可能性のある」「合成、操作された」コンテンツを禁止しているにもかかわらず、捏造されていることは明かさなかった。
2024年8月、マスクとトランプはXのライブストリームで2時間以上話し合い、その中でマスクはトランプに政府効率化委員会の設置を提案し、自身が委員を務めることを提案した。トランプはマスクに関わってもらいたいと述べ、アメリカ合衆国教育省を廃止するためにはマスクの協力が必要だと述べた。
2024年9月15日、ドナルド・トランプに対する2度目の暗殺未遂事件の後、マスクはXに、バイデンやカマラ・ハリスの暗殺を試みた人間がいないのは奇妙だと投稿したが、その後非難を受けて投稿を削除した。9月19日、アメリカ合衆国シークレットサービスはこの投稿について調査中と発表した。2024年10月、マスクは選挙集会でトランプと共演してステージに上がった。その後もマスクはXアカウント上でトランプ支持を公言し、移民や不正投票に関する虚偽情報を繰り返し流して続けている。
マスクは「億万長者税」に反対しておりバーニー・サンダース、アレクサンドリア・オカシオ＝コルテス（AOC）、エリザベス・ウォーレンなどの左派の民主党政治家とツイッターで議論を交わしている。マスクは「手を上げろ、撃つな」というフレーズが作られたという事実を理由に、ブラック・ライブズ・マターの抗議活動について疑問を投げかけている 。マスクはナンシー・ペロシ下院議長の夫の襲撃に関するデマを広めたが、ツイートを削除した。マスクはまた、ハリケーン・ヘレンに対するアメリカ合衆国連邦緊急事態管理庁の救援活動に関する偽情報や「選挙陰謀論」を広めるためにXを利用した 。
クイーンズランド工科大学の研究によれば、選挙戦の間、マスクはXのアルゴリズムを操作して保守派のメッセージが表示されやすいように調整した可能性がある。ウォール・ストリート・ジャーナル、ワシントン・ポストも、Xのアルゴリズムに内在する「保守派バイアス」の可能性を示唆している。欧州連合はデジタルサービス法に基づき、誤情報の拡散防止や情報操作の懸念から、Xのアルゴリズムの調査を行っている。これによれば、Xは極右的な投稿や右派の政治家に優遇措置を与えていた可能性がある。
2024年10月にタッカー・カールソンと会談、マスクは「もしトランプが負けたら、私はおしまいだ。私の刑期はどれくらいになると思う？」と語り、2人は笑った。2024年11月5日、トランプは2024年アメリカ合衆国大統領選挙に勝利した。11月12日、トランプは、「過剰な規制を削減し、無駄な支出を削減する」政府効率化省（DOGE）のトップにマスクを指名した。閣僚の人事にも介入し、財務長官候補で有力視されていたスコット・ベッセントに反対してハワード・ラトニックを支持し、これを受けてベッセントはマスクと会談したとも報じられた。
2025年1月16日、ジョー・バイデンは退任演説で少数独裁を警戒するメッセージを発信し、「オリガルヒ」が米国で作られつつあり、民主主義を脅かしているとの認識を示した。ソーシャルメディアを運営するテック産業と政治家が結託すれば、誤情報や偽情報による権力の暴走を招くとし、米国民に「こうした勢力に立ち向かう必要がある」と訴えた。特に人工知能を推進する「テック産業複合体」が、かつてアイゼンハワーが批判した「軍産複合体」と同様の脅威をもたらす可能性を指摘した。
この演説について、読売新聞は、トランプに接近するビッグ・テックやマスクらの大富豪が政治権力に直接的な影響力を及ぼしていると示唆した。
2025年3月に入ると政府効率化省（DOGE）が進める連邦政府機関のコストと人員の削減に関してマルコ・ルビオ国務長官、ショーン・ダフィー運輸長官と閣議中に衝突。閣僚内で摩擦を引き起こした。また、トランプの顧問で相互関税に携わるピーター・ナヴァロを「ハーバード大学で経済学博士号を取得したのは良いことではない」「彼は何もやっていない」と批判して欧米間の自由貿易圏の構築を主張し、この発言に対してナヴァロはDOGEの功績を認めつつマスクを「日本や中国、台湾から多くの部品を輸入し、関税と貿易を理解していない自動車組み立て業者」と評して斥け、マスクもナヴァロを「愚か者」と呼んで攻撃するなど政権内で応酬が起きた。また、マスクの後押しでアメリカ合衆国内国歳入庁（IRS）の長官代行に就任したばかりのゲイリー・シャプリーが財務副長官のマイケル・フォークエンダーに3日で交代させられた際はベッセント財務長官とマスクの対立があったとされ、マスクに「ジョージ・ソロスの手下」と罵倒されたベッセント財務長官が「Fワード」で言い返すという激しい口論が報じられた。
2025年3月11日、トランプはマスクの政治活動の影響で不買運動を受けているテスラ車の購入を表明してボイコットは違法と見做す意向を示した。
2025年6月に入ると、マスクは再びトランプと対立するようになり、SNSで互いに激しく批判した。

### ドイツのための選択肢（AfD）への支持表明
2023年9月29日、マスクはX（旧ツイッター）で、移民船を救助するNGOを映したとみられる動画に「独政府が補助金を出している。欧州の自殺を止めるためにAfDが選挙に勝つよう願おう」と記した投稿を紹介し、マスクは、「ドイツの人たちは知っているのか」とコメントした。10月に州選挙を控える中、ドイツにおいて一般的に「極右」ないし「右翼過激派」として連邦憲法擁護庁から監視対象となっているドイツのための選択肢（AfD）への投票を呼び掛けるマスクのこうした行為に、既存政党側は「選挙プロパガンダだ」と反発している。
その後もマスクは、ドイツのための選択肢への支持を更に強め、2025年1月にはアリス・ワイデル共同党首とのライブチャットを開催した。

### ナチス式敬礼問題・ドイツ極右政党での発言
2025年1月20日、2025年ドナルド・トランプ大統領就任式に出席したマスクはナチス式敬礼らしき仕草を3度行った。これは直ぐに物議を醸し、1月23日夜にはドイツ・グリューンハイデにあるテスラの工場の壁面にナチス式敬礼を行うマスクの写真と「Heil Tesla」という文字が映し出されていた。テスラでの事件は「Led By Donkeys」と「Center for Political Beauty」によるものだとされており、ドイツ警察は「公共の場でナチスのシンボルを映し出すのは犯罪に当たる。よって、（2つの団体）は逮捕される可能性がある」とした。尚、もし本件で実際に有罪となれば、ドイツがマスクの仕草を「ナチス式敬礼」と事実上認めるものとなる。
1月25日、ドイツの極右政党であるドイツのための選択肢（AfD）の集会で演説した。マスクは集会で「ナチスの歴史にまつわる過去の罪悪感にとらわれるな」「子どもたちに親の罪を背負う義務はないし、曽祖父母ならなおさらだ」と発言し、「ドイツの偉大な未来のために戦おう」と述べ締めくくっていた。

### 保守系PACの創設と献金

#### アメリカPAC
2024年7月、ブルームバーグは、マスクがドナルド・トランプ支持のスーパーPACであるアメリカPACに資金を提供したと報じた。その後のインタビューで、マスクはアメリカPACを創設したことを明らかにした。2024年10月、連邦選挙委員会の提出書類によると、マスクは過去3か月間にアメリカPACに約7500万ドルを寄付し、その間にPACはトランプの選挙運動を支援するために約7200万ドルを費やした 。
2024年10月、マスクは自身のアメリカPACが実施する懸賞を宣伝し、激戦州で無作為に選ばれた登録有権者で、憲法修正第1条と第2条への支持を誓う請願書に署名した人に1日100万ドルを支払うと申し出た。数日のうちに、米国司法省はアメリカPACに、違法性を警告した。投票登録のために報酬を支払うことは連邦法に違反し、投票登録は請願書への署名の条件ではなかったが、一部の法専門家は、懸賞は参加するために登録するよう人々を誘導する可能性があると述べた。マスクの支持者は、請願書への署名は特に人々の登録を誘導したわけではないと述べたが、マスクは以前、ペンシルバニア州での有権者登録は自身の目標の1つであると述べ、賞金獲得者をアメリカPACの「スポークスマン」と表現し始めていた。司法省の警告を受けた後、マスクは2人にそれぞれ100万ドルを授与した。10月28日、フィラデルフィア地方検事ラリー・クラスナーはマスクとアメリカPACを訴えた。マスクは当初、賞金は「無作為に」授与されると言っていたが、弁護士は、受賞者は「アメリカPACのスポークスマンとしての適性に基づいて選ばれ」、賞金を「獲得する」と主張した。選挙日前日の11月4日、審理が行われ、裁判官はマスクが毎日のプレゼント提供を続けることを認めた。

#### Building America's Future
マスクは2022年に5000万ドル以上を、トランプ前大統領上級顧問のスティーブン・ミラーが文化戦争問題に関連した広告に9300万ドルを融資するために設立した団体「Citizens for Sanity」に寄付した。ニューヨーク・タイムズとオープンシークレットは2024年10月、マスクの寄付の一部がトランプを支援する闇資金ネットワークのハブ「Building America's Future」を通じて送られたと報じた。Building America's Futureは「Progress 2028」を創設した。これはプロジェクト2025に対する左派の回答として提示され、民主党大統領候補のカマラ・ハリスの政策に関する偽情報キャンペーンを行った。マスクはBuilding America's Futureが多額の資金を提供し、選挙不正の証拠に報奨金を出すFair Election Fundを推進している。同団体はマスクが単独で設立・資金提供しているアメリカPACに深く関わっている。
2024年10月、選挙資金やロビー活動に関するデータを追跡・公開する非営利団体「OpenSecrets」は、マスクとその他の寄付者がドナルド・トランプを支援する闇資金ネットワークBuilding America’s Futureに1億ドル以上を注ぎ込んだと報じた。このネットワークはProgress 2028というキャンペーンを運営しており、カマラ・ハリス支持の取り組みを装いながら、分断的で誤解を招く情報を広めることでハリスへの支持を弱めることを狙っている。

### ウィスコンシン州最高裁判所選挙への献金
イーロン・マスクによるウィスコンシン州最高裁判所選挙への関与は、特に、マスクによる大規模な献金、非党派的な最高裁判所選挙に対して「共和党」候補であることを理由としたブラッド・シメルへのあからさまな党派的支援、政府効率化省（DOGE）を率いるドナルド・トランプ政権における役割などにより注目を集めた。マスクとその支持グループは、2,500万ドル以上を費やしてテレビ広告やデジタル広告、資金提供キャンペーンの運営を行い、この活動により、マスクはアメリカ合衆国の司法選挙で史上最高額の単一献金者となった。イーロン・マスクが資金提供するグループは、あたかも民主党によるものであるように見える誤解を招く広告の製作に関係しており、対立候補のスーザン・クロフォードを過度に進歩的であるように描写していた。
マスクはさらに、2024年の大統領選挙で採用した戦術と同様の、「活動家の裁判官」に反対することを宣言した有権者に金銭的な報酬を提供するアメリカPACの請願に対して、資金提供を行った。選挙の直前には、マスクは、すでに投票をした2人の有権者に、それぞれ100万ドルの小切手を「個人的に譲渡する」ことを申し出た。ウィスコンシン州司法長官のジョシュ・カウルは、州の選挙法の違反であるとしてマスクらを非難し、マスクに対して訴訟を起こして支払いを阻止した。  マスクは、裁判官が訴訟を調査する前に元のツイートを削除し、100万ドルを譲渡する基準を変更して、すでに投票したという要件を削除し、投票した人々に支払うという法的問題を軽減した。カウルは、マスクが削除した最初の発表を引用して訴訟を進めようとしたものの、裁判所は主要な法的問題が解消されたとして介入を取り下げた。マスクはさらに続けて、グリーンベイでのキャンペーン集会でも、ウィスコンシンの共和党College Republicansの議長に200万ドルの小切手を提供した。
複数のニュースによると、イーロン・マスクが選挙への関与が始めたのは、マスクが所有するテスラのウィスコンシン州内の自動車ディーラーを禁止するウィスコンシン州法に対して、テスラが訴訟を起こした直後であったと報じられている。

### 新党・アメリカ党の設立
2025年7月6日、アメリカ党を設立したと発表した。トランプ大統領が目玉政策として掲げ、4日に成立した大型減税を含む法律を、マスクは財政悪化を招くとして繰り返し批判してきた。2026年11月の中間選挙で議席を獲得し、共和、民主の2大政党が拮抗する中でキャスチングボートを握ることを狙っているとみられる。

## 見解・物議
批評家による保守派という評価を拒否するマスクは、自身の見解が時間とともに右傾化しているにもかかわらず、自身を政治的穏健派と表現している。一般にマスクの見解はリバタリアンや極右と特徴付けられており、極右政党の支持を含むヨーロッパ政治への関与後は、エマニュエル・マクロンやオラフ・ショルツなど世界各国の指導者から批判を受けている。
アメリカ政治の文脈では、マスクは2022年まで民主党候補者を支持していたが、2022年に初めて共和党候補者に投票した。マスクは、ユニバーサルベーシックインカム、銃の権利、言論の自由、炭素排出量に対する課税、H-1Bビザへの支持を表明している。マスクは、人工知能（AI）や気候変動などの問題について懸念を表明しており、富裕税、空売り、政府補助金に対して批判的である。自身も移民であるマスクは、移民への反対者であると非難されており、不法移民の問題は移民政策が原因だと定期的に批判している。マスクはまた、人口減少が文明に対する最大の脅威であると信じる出生主義者であり、キリスト教の原則を信じている。マスクは、特に火星の植民地化など、宇宙植民地化を長年提唱している。マスクは、人類が惑星間種となり、人類絶滅のリスクを低減するために、火星を植民地化するべきだと繰り返し提唱している。
マスクは陰謀論を助長し、物議を醸す発言を繰り返し行ってきており、それが性差別、反ユダヤ主義、トランスフォビア（トランスジェンダー嫌悪）、誤情報の拡散、白人至上主義のホワイトプライドの支持を助長しているとして様々な非難を浴びている。マスクは自分自身を「親ユダヤ主義者」と表現しているが、ユダヤ陰謀論を事実だとする発言などのジョージ・ソロスおよびユダヤ人コミュニティに対するコメントは、名誉毀損防止同盟やホワイトハウスから糾弾された。 COVID-19パンデミック中には、マスクは科学的根拠のない疫学的主張を行い、COVID-19ロックダウンの規制に違反し、ワクチン義務化に対するカナダのコンボイ抗議活動を支持したことで批判された。

### 国際関係

#### 中国との関係
マスクは中国を称賛しており、2019年に中南海で李克強総理と会談した際は「私はとても中国を愛している」と述べるマスクに対して「あなたに中国の永住権を出してもいい」と李首相は冗談交じりに応じている。マスクは習近平党総書記（最高指導者）がトップを務める清華大学経済管理学院顧問委員会の一員でもある。マスクは中国政府を取り込み、テスラが中国市場へのアクセスを得るために「魅力的な攻勢」をかけたと評されている。
2022年、マスクは中国でインターネット検閲を行う中国サイバースペース管理局の公式出版物「China Cyberspace」に記事を執筆した。彼がそのメディアに記事を書いたことは、言論の自由を擁護することと相反すると批判された。その後、マスクは台湾を中国の特別行政区にすることを提唱し、台湾の議員から党派を超えた批判を浴びた。マスクの母親であるメイ・マスクは中国を頻繁に訪れて中国企業の広告塔を務めて高い人気を持つなど親子ともに中国との関わりは深い。
一般的に、中国に進出する外国企業は、元企業が49％、中国企業が51％の出資率で合弁会社を設立する。董事会（取締役会）会議において、重要事項に関して中国側が否決権を持つ。また、多くの外資メーカーにとって、合弁会社では外資企業にとって財産となる重要技術を、中国側に譲渡するという大きなデメリットを被る。中国当局は、通常独自動車メーカーのフォルクスワーゲンなど、中国に進出する世界的有名企業の多くに対して、現地企業との合弁を要求している。しかし、2017年11月のトランプと習の米中首脳会談を受けて金融分野における外資出資規制の緩和が始まり、2018年には電気自動車、船舶、航空機などの分野における外資出資規制が撤廃されたことで、テスラは合弁会社を設立せずに中国への進出を果たしている。
近年、中国政府は、テスラの自動運転車をスパイ活動に応用できると判断して、政府施設から「出禁」にしたと報道された。  米紙「ウォール・ストリート・ジャーナル」は「中国政府は軍関係者と、主要な国営企業の従業員などがテスラを利用することを制限している。なぜなら、テスラが（中国にとって脅威となる）安全保障に関わるような情報を収集している懸念がある」からだという。また、マスクの経営する「スターリンク」は中国政府が行う検閲の回避手段になり得る。
2025年1月20日にはトランプの第47大統領就任式に招待された習近平の名代で訪米した韓正国家副主席と会談し、テスラが中国との投資協力を深めて経済交流で積極的に役割を果たすと述べた。トランプ大統領は中国との潜在的な利益相反がマスクにあることを認める異例の発言を行っている

#### ウイグルでの人権問題
2021年12月31日、新疆ウイグル自治区のウルムチにテスラのショールームを開設したことを微博の公式アカウントで発表した。アメリカ・イスラム関係評議会（CAIR）は虐殺を支援しているとして非難し、人権団体だけでなくアメリカ自動車製造者同盟（AAM）からも批判が上がっている。これまで、テスラの中国部門は習近平の経済政策目標と歩調を合わせ、良好な関係を保つことで発展してきた。現時点で米議会や人権団体からの批判に応じる姿勢を示せていないのも、習との連携で進めてきたことが背景にあるのではとの指摘がある。

#### 2022年ロシアのウクライナ侵攻
2022年10月3日、マスクは2022年ロシアのウクライナ侵攻後にロシアが併合を宣言したウクライナ4州について、国際連合の監視による選挙を通じて改めて住民の意思を問うべきで、「住民の意思が示されればロシアは立ち退く」と主張。またロシアが2014年に自国領土にしたクリミア半島を正式なロシア領土の一部として承認し、クリミアへの水資源供給を保障した上で、ウクライナが中立を堅持するという考えに賛成か、反対か答えてほしいとTwitterのユーザーに要請した。
マスクはツイートで、和平合意として以下を提案した。
1. ロシアが併合を宣言したウクライナ4州での住民投票を国連の監視下でやり直す。
2. 2014年にロシアが併合したクリミア半島を正式にロシア領とする。
3. クリミア半島への水の供給を保証する。
4. ウクライナは中立を維持する。

この案への賛否を投票するようユーザーに呼び掛けた。
これに対してウクライナ大統領のウォロディミル・ゼレンスキーは自身も投票を求める形で「イーロン・マスク、あなたはウクライナを支持する提案とロシアを支持する提案のどちらが好ましいと思うか」と返信し、Twitter上で「皆さんはウクライナを支持するマスクとロシアを支持するマスクのどちらが好きか」と投票を呼び掛けた。ロシア元大統領のドミートリー・メドヴェージェフはTwitter上で、マスクに「よくやった」と称賛の言葉を送った。
マスクはさらに「では、ドンバス地域とクリミアに住む人々の意思で、ロシアとウクライナのどちらに属するかを決めるというのはどうか」と別の投票を呼びかけ、「自分の提案が不評でも気にしないし、本当に心配しているのは、基本的に同一の結果になるのに、何百万人もが必要のない死を遂げるかもしれない」という点だと強調。マスクは「ロシアの人口はウクライナの3倍以上で、ウクライナが全面戦争で勝利する公算は乏しい。ウクライナ国民の身の上を案じるならば和平を求める」としている。
スペースXは衛星通信スターリンクをウクライナ全般のインフラを支える重要なネットワークを無償提供しており、マスクは「スペースＸはウクライナでスターリンクの提供・サポートにこれまで約8000万ドルを費やしている。ロシアへの支援はゼロ。明らかに我々はウクライナ支持派だ」ともツイートした。
しかし、2022年にクリミア半島沿岸の黒海で、ロシア海軍艦隊への奇襲攻撃がウクライナ軍によって試みられた際に、潜水型ドローンの通信が切断され、戦果を挙げることなく失敗した。マスクが意図的にこのことを狙って同通信の技術者に接続の切断を指示したのではないかと、ウォルター・アイザックソン（以下、「著者」）が著した2023年9月12日発売のマスクについての伝記の内容を、米CNNが2023年9月7日に報じたが、ほどなくしてマスクは、「スターリンクはそもそも有効化されていなかった。スペースXは何も無効化していない」としてTwitter上で否定した。
攻撃が成功していれば、真珠湾攻撃のようになり、著者の言うようにロシアからの報復を招くと危惧した。さらに、クリミアのセヴァストポリまでの通信の有効化という、ウクライナ側副首相兼デジタル変革相、ミハイロ・フェドロフの要請を同社は拒否し、それに応じていたならば「重大な戦争行為と紛争の拡大に加担する」とした上で、「両国の国境線はほとんど動かなくなっており、戦争が続くほど、国土のわずかな獲得や喪失のためにウクライナとロシアの若者がますます多く死ぬことになるのは、若者たちが命をかけるのに値しない」と断じ、停戦合意をふたたび提案した。また、「スターリンクは良いこと、平和なことをするもので、ドローン攻撃のためのものではない」と著者に対して述べた。
マスクの一連の行動に対し、ウクライナ大統領府顧問、ミハイロ・ポドリャクはTwitter上で、「マスクがドローン攻撃を許さなかったことによって、この艦隊のウクライナへのミサイル発射を許し、その結果、民間人や子どもたちが殺されている」などと非難した。
米上院議員のリンゼイ・グラハムはTwitterで、マスクの和平案を批判。グラハムの投稿を受け、同年同月6日にマスクはTwitterアカウントで「ウクライナ東部の複数の地域ではロシア人が多数を占め、この人々はロシアを選ぶ」、「民意が重要というのであれば、どのような紛争地であっても、そこに住む人々の意思を支持すべきだ。ウクライナの大部分は明らかにウクライナの一部であることを望んでいるが、東部のいくつかの地域ではロシア人が多く、彼らはロシアの方を好んでいる」と発言した。
2022年10月12日 、米政治学者イアン・ブレマーは「マスクは私に、プーチンやロシア政府と直接、ウクライナについて話したと言っていた。ロシア側にとって越えてはならない一線とは何かという話もしていた。」とTwitter上で言明した。
同年10月20日、イギリス首相のリズ・トラスの辞任表明をやゆするメドベージェフのツイートに対し、マスクが返信機能を使って「すばらしい挑発だ」と投稿した後、「ところでバフムート（ウクライナ東部ドネツク州の要衝で、激戦地の一つ。）はどうなっている？」と尋ね、メドベージェフは「勝利の日にモスクワで会おう！」と返信した。
2023年、ウォール・ストリート・ジャーナル紙はマスクがプーチンやその側近の大統領府副長官セルゲイ・キリエンコと2022年以降定期的に接触してプーチンから中国への好意として台湾にスターリンクを提供しないよう要請されたと伝え、のちに2019年から続いてた台湾当局とスペースXの協議が決裂したと報じられた。

### 人工知能に対する見解、およびOpenAIへの関与
マスクは長期主義の支持者であり、未来人のニーズを強調している。マスクは人工知能は人類にとって最大の脅威となるとの見解を示し、「ターミネーターのような」AIによる大災害を警告し、政府がその安全な開発を規制すべきだと示唆した。 2015年、マスクはスティーブン・ホーキングらと共に、自律型致死兵器の禁止を求める人工知能に関する公開書簡の共同署名者となった。
2015年12月、マスクは人類にとって安全で有益な汎用人工知能の開発を目的とした非営利の人工知能研究企業であるOpenAIを共同設立した。当初同社の目的は政府や企業に対抗して超知能を民主化することであった。マスクはOpenAIに10億ドルの資金提供を約束した。 2023年、マスクは最終的にOpenAIに総額1億ドルを寄付したとツイートした。しかし、TechCrunchの調査によると、OpenAIの資金のうちマスクの貢献が明らかに特定できるのは「1500万ドルだけ」だと言う。その後マスクは約5000万ドルを寄付したと述べた。
2018年、テスラがテスラ・オートパイロットを通じてAIへの関与を強めたため、マスクは将来起こり得るテスラのCEOとしての利益相反を避けるためにOpenAI取締役会を去った。それ以来、OpenAIは機械学習で大幅な進歩を遂げ、GPT-3などの大規模言語モデル や画像生成AIのDALL-Eなどのモデルを公開した。
2023年7月12日、マスクはxAIとよばれる人工知能企業を立ち上げた。xAIは、ChatGPTなどの既存のサービスと競合する生成AIの開発を目的としている。同社はGoogleとOpenAIからエンジニアを採用したと言われる。ネバダ州に設立されたこの会社は、10000台のGPUを購入した。マスクはスペースXとテスラの投資家から資金を得ていたと言われる。
2024年2月29日、マスクはOpenAIとサム・アルトマンを提訴した。「人類に利益をもたらす人工知能の開発」という、OpenAI創設期の使命を放棄して事実上の親会社であるマイクロソフトの利益を最大化する組織に変貌したことを訴訟の理由とした。
2025年1月、マスクは、OpenAIの内部告発者スチール・バラジが自宅アパートで変死体で発見された事件について公に言及し、犯罪の可能性についてさらなる調査を要求した。

### リーダーシップのあり方
マスクは、資本主義の権化とあだ名されたハワード・ヒューズやアップルのスティーブ・ジョブズなどの高名な起業家と比較され、発明家であり起業家であるという点ではトーマス・エジソンに近いと評される。
マスクはマイクロマネジャーと言われることが多く、自らを「ナノマネジャー」と呼んでいる。ニューヨーク・タイムズ紙は、彼のアプローチを絶対主義的と特徴づけている。マスクは正式な事業計画を立てず、代わりに反復設計の方法論と失敗に対する寛容さでエンジニアリングの問題にアプローチすることを好む。
また、テスラ・オートパイロットの前方レーダーを取り外すなど、顧問の勧告に反し、社員に独自の専門用語の使用を強要したり、リスクが高く、費用のかかる野心的なプロジェクトを立ち上げたりしている。また、垂直統合にこだわるあまり、ほとんどの生産を社内で行っている。その結果、スペースX社のロケットはコスト削減に成功したが、テスラ社のソフトウェアでは垂直統合により使い勝手に多くの問題が発生した。
大量の電子メールを通じて直接コミュニケーションをとる従業員に対するマスクの対応は、「飴と鞭」の特徴を持ち、建設的な批判をする従業員には報いる一方で、衝動的に従業員を脅し、罵倒し、解雇することでも知られている 。マスクは、従業員に時には週80時間以上にも及ぶ長時間労働を求めている。
新入社員には秘密保持契約を結ばせ、2018年のモデル3「生産地獄」の時など、しばしば大量に解雇する。2022年、マスクは経済への懸念から、テスラの従業員の10％を解雇する計画を明らかにした。同月、スペースXとテスラでリモートワークを停止し、オフィスで週40時間働かない従業員を解雇すると脅した。
マスクのリーダーシップは、テスラやその他の事業の成功の要因だと評価する人もいれば、冷酷で "人間理解の欠如を示す経営判断 "だと批判する人もいる。2021年の著書『Power Play』には、マスクが従業員を非難する逸話が掲載されている。ウォールストリート・ジャーナル紙は、マスクが自社の車を「自動運転」とブランド化することにこだわった結果、エンジニアから「顧客の命を危険にさらす」と批判を受け、その結果辞職する社員が出たと報じている。
2022年の10月末にTwitterを買収した後、「イーロン・Twitterで上司に用がある時」とコメントを添え、深夜にオフィスの床でマスクが寝袋にくるまって寝る姿をTwitter従業員が自身のTwitter上に投稿。マスクが文字通り24時間勤務している姿が話題となった。

### 地球の存続と火星の植民
マスクは気候変動を AI に次ぐ人類最大の脅威とし 、炭素税を提唱している。マスクは当時大統領だったドナルド・トランプの気候変動に対する姿勢を批判し、トランプ政権で大統領戦略政策フォーラムなど2つのビジネス諮問委員会に参加していたが、2017年にトランプのパリ協定離脱への抗議としてその両方から退任した。一方で、2024年8月のトランプとの気候会話では、今すぐ化石燃料の利用をやめることには反対であるとの見解を披露している。
マスクは人類の人口減少についても懸念しており、「火星は人類の人口がゼロだ。我々が多惑星文明になるにはより多くの人が必要だ。」と発言している。2021年12月、ウォールストリートジャーナルのCEO評議会のセッションで、マスクは出生率と人口の減少が人類文明にとって最も大きなリスクの1つであると述べた。

### 少子化問題への言及
2022年5月8日に、Twitterへの投稿で日本の出生率低下への危機感を表明し、何も手を打たなければ「日本はいずれ消滅する」、「日本の消滅は世界にとって大きな損失になる」と訴えた。また、少子化によって生じる労働者不足に関しては自身が開発する人型ロボット ｢オプティマス｣ が助けになると語っている。

### 人類の危機
2024年6月12日に行なわれた、実業家のチャールズ・コークが設立したリバタリアン系のシンクタンク、ケイトー研究所との対談に参加した際に、世界的な出生率の低下が、人類全体にとって破滅的な結果をもたらす可能性について触れた。会話の中、環境保護運動についても言及した。
 ｢環境保護運動について私が懸念しているのが、極端な形の環境保護運動において、人間を地球上の疫病として考え始めてしまうことです。人間は根本的に悪いものであり、すべての人間が消えれば地球は良くなると言っているように思います。｣

｢これは絶滅主義運動と言えるものです。私は、あらゆる物事は、根本的には拡張主義と絶滅主義というふたつの考え方の戦いだと捉えることができると思っています｣
｢もし人類が絶滅したり、文明が崩壊したりするなら、私たちが今行なおうとしているどんなことも、意味がないことになってしまいます。｣

｢だから何よりもまず、我々と我々の文明が生存し続けるために、拡張主義の哲学を持たなければなりません。過去に成し遂げてきたことを超えるためには、人類の数を増やすことが不可欠だと考えています。｣

### 反Wokeとトランスジェンダーに関する見解
CNNは、マスクについて、ここ数年で右傾化の傾向を強め反移民や反多様性（反DEI）、反トランスジェンダー的な発言を繰り返している、と評価している。
Twitterを買収した動機についても「人々がWokeと呼ばれる社会的正義を重視するエリート主義から脱しない限り、文明は進化しない」というマスクの思想があると説明されている。
2022年10月にマスクがTwitter（X）を買収して以来、同プラットフォームではLGBTに対するヘイトスピーチが増加しており、批判を受けている。2023年4月、Twitterはトランスジェンダーのユーザーを標的としたデッドネーミングやミスジェンダリングを禁止するポリシーを削除した。2023年6月、マスクはシスジェンダーという言葉を中傷的として、ポリシーに違反すると表明した。2024年1月、さらにシスジェンダーという用語を「異性愛嫌悪」（ヘテロフォビア）であると意見を述べた。これに対してLGBTQ+向けニュースサイトのPinkNewsは、この言葉は「異性愛者を指すものではない」とした。
マスクの子供の一人はトランスジェンダーであり、2022年にヴィヴィアン・ジェナ・ウィルソンに法的改名している。これはトランス女性としての性自認を反映し、マスクとの絶縁の意味で母親の姓を使用したものである。マスクはヴィヴィアンとの不仲の原因をフィナンシャル・タイムズが「ネオマルクス主義者によるエリート校や大学の乗っ取り」と評した事柄のせいだとし、ヴィヴィアンの性別移行が「Wokeの心理ウイルスを撲滅する」という目的を誓うきっかけになったと述べている。ウォルター・アイザックソンは、2023年9月に出版したマスクの伝記で、マスクの右傾化は「部分的に」ヴィヴィアンの性別移行をきっかけとするものであったという見解を示した。しかし、ヴィヴィアン本人は2025年3月のTeen Vogueのインタビューでそのような主張を否定し、それは「便利なナラティブ」で「そんなことはない」と説明し、さらに続けて、マスクは「右傾化がさらに」進んでいるのであって、「それは私のせいではない」と述べている。
2024年7月、心理学者のジョーダン・ピーターソンが主催するポッドキャストのエピソードで、マスクはヴィヴィアンに関して、性別適合ケアのせいで「息子を失った」と語った。マスクは「デッドネーミングと呼ばれるのには理由がある。デッドネーミングと呼ばれるのは、息子が死んでいるからだ」とコメントし、双子の「長男」は「Wokeの心理ウイルスによって殺されて死んだ」と述べた。ヴィヴィアンの性別移行については「だまされて」書類に署名させられたとも主張し、Ｘには、ヴィヴィアンは「女ではない」とも書き込んだ。
ヴィヴィアンは公に反応し、マスクがヴィヴィアン自身と性別移行の状況について嘘をついていると批判し、マスクは「冷酷で」、「すぐに怒り」、「思いやりがなく自己中心的」であり、面会することも滅多になく、女々しい奴だと叱責されることが多かったと主張した。
ハフィントン・ポストはヴィヴィアンに対するマスクの一連の発言をミスジェンダリング（本人の自認とは異なる性別で扱うこと）やデッドネーミングであり、トランスジェンダー嫌悪で反LGBTQであると非難した。
2023年6月、トランスジェンダー問題に関するドキュメンタリー『What Is a Woman? 』は物議を醸し、当初Twitter社によってヘイトスピーチとしてフラグ付けされていたが、マスクはそれをアカウント上で拡散して、トップに固定したことで話題になった。これを受けてTwitter社の信頼・安全部門責任者は辞任した。
マスクは未成年のトランスジェンダーに対して身体的な変化を与える医療処置を施すことに反対している。2023年6月、X上で行われていた二次性徴抑制剤を未成年者に投与した場合の様々なリスクに関する話し合いに「これは、大きな問題だ」と述べ自身は性的同意年齢に達していない未成年者に対して不可逆的な変化を与えることに反対で「犯罪化するために積極的にロビー活動を行う」と宣言した。一方で同意のある成人の場合に関しては「他人に害を与えない限り、自分が幸せになれることは何でもすべき」と述べている。
2024年、マスクは、生徒の性自認を学校が保護者に知らせることを部分的に禁止した法律（AB-957）がカリフォルニア州で成立したことを理由に、スペースXとXの本社をテキサス州に移転すると宣言した。
2024年8月、パリ五輪ボクシング女子66キロ級で金メダルを獲得したイマネ・ケリフについて、マスクはXのアカウントで「男性は女性のスポーツにふさわしくない」とつづった投稿をシェアし、ケリフの性別を「男性」と示唆する内容を投稿した。これを受け、ケリフはJ・K・ローリングと共にマスクを「加重サイバーハラスメント行為」で告訴した。

## 人物

イーロン・マスク

趣味は子供と遊ぶことと映画鑑賞。自身の第1子が突然死する体験をしており、「子どもの死を政治や名声の手段にするような人物は容赦しない」としている。ほかにもQuake、ディアブロIV、エルデンリング、Polytopiaなどのゲームを愛好する。マーク・ザッカーバーグとの対戦のためにブラジリアン柔術の訓練を受けたことがある。
マスクは2002年に米国市民権を取得した。2000年代初頭から2020年後半まで、マスクはテスラとスペースXが設立されたカリフォルニア州に住んでいたが、カリフォルニア州は経済的成功に「慢心」しているとして、テキサス州オースティンに移転した。
女性へのセクハラ行為といった性加害についても知られる。また、SpaceX社内では各設備を性的な隠語で呼び性差別的な企業文化を助長していたことでも知られる。
アメリカのテレビ番組サタデー・ナイト・ライブ（SNL）にて「SNLの司会を務める、アスペルガー（症候群）の最初の人物として今夜、歴史をつくっている」と発言し、自身がアスペルガー症候群であることを公言したが、SNS上ではアスペルガー症候群を公表しているダン・エイクロイドも2003年に同番組の司会を務めていることが指摘された。
大のSF好きとしても知られており、マスクの自伝を書いたアシュリー・バンス曰く、マスクはこれまでに出版された全てのSFを読破しているという。幼少期は1日に2冊の本を読み、ファンタジー小説やSF小説を多読していた事が「世界を救う」という夢につながっているかもしれないと語っている。
2008年のマーベル映画『アイアンマン』の主人公のモデルでもある。監督ジョン・ファヴローは、主役の「トニー・スターク」のモデルとしてマスクからインスピレーションを与えられたと認めている。
映画などに本人役として出演する事もあり、マスクがモデルにもなった映画「アイアンマン」の続編「アイアンマン2」や、「メン・イン・ブラック:インターナショナル」などの作品にカメオ出演している。
1999年にZip2を3億ドル（約330億円）超で売却後、自分へのご褒美として新車を買うことにし、当時最も高価な名車であった世界で64台しか存在しないエキゾチックカー、マクラーレン・F1を購入。2012年のインタビューでは購入から数年後、かつてPayPalを共同で創設したピーター・ティールに車の性能を自慢しようと車体をスピンさせたところ堤防にぶつかり、3フィート（約1メートル）の高さを円盤のように飛んで行ってしまったという、愛車を事故で壊してしまったエピソードを披露した。事故後、車は修理され現在は新しいオーナーの手に渡り、現在はカリフォルニア州のどこかで大切に管理されている。
2000年後半、南アフリカのサファリ旅行中にマラリアに感染し、カリフォルニアで集中治療室に入院した。
2018年王立協会フェロー選出。

2021年時点では、PayPalの共同創業者で元駐スウェーデン米国大使のケン・ハワリーが所有する約740平方メートルの豪邸に住んでいる。2018年に1200万ドル（約13億7000万円）で購入されたこの家は、その当時、オースティンの不動産市場で最も高価な物件だったとされる。
2018年9月、ポッドキャスト司会者のジョー・ローガンが主催する「ジョー・ローガン・エクスペリエンス」でのインタビュー中にローガンからすすめられて大麻と思しきものを吸ったことが話題となったが、インタビューが行われたカリフォルニア州では同年に嗜好用大麻が解禁されている。
時折うつになるのでケタミンを医師に処方してもらい、「隔週」で使用していると述べているが、ウォール・ストリート・ジャーナルは、マスクがケタミンやその他の薬物を快楽目的で使用していると繰り返し主張している。

### 日本との関係
マスクは、マスク財団の会長であり、被災地における太陽光発電エネルギーシステムの提供やその他の目標に焦点を当てている。
2011年7月には、東日本大震災の被災地の福島県相馬市に直接足を運び25万ドル、出力20キロワット時（kWh）規模の太陽光発電システムを寄贈した。震災直後で多くの外国人が日本への訪日を避けていた時期に相馬市を訪れた理由は「私が個人的に訪問し、地元の料理を食べたりすることで、日本が危険だという考えはばかげていると世界の人々に伝えるため」だったという。
日本のアニメやゲーム文化のファンであることでも知られ、DEATH NOTE、エヴァンゲリオン、攻殻機動隊、千と千尋の神隠し、もののけ姫、鋼の錬金術師、君の名は。などの作品が好きと述べた。現在の妻であるグライムスも任天堂のゲームマリオに登場するキャラクター「ピーチ姫」のコスプレをするなどしている。
2021年1月13日には『アイドルマスター シンデレラガールズ』に登場するキャラクター「輿水幸子」の画像と共に、「Hey you … Yeah you Queen … You’re gonna make it!」とコメントを自身のTwitter上に投稿し話題となった（投稿した1月13日は2012年に輿水幸子が初めてゲームに登場した日でもある）。投稿後、配信元のバンダイナムコホールディングスの株価が一時4.4％高の9391円にまで上昇した。
日本のラーメンが大好物であり、2014年9月7日に来日した際には移転前の「新宿歌舞伎町店ラーメン二郎」に訪れラーメン二郎を食べ、「まさに私が求めていたもの」と大絶賛。そのおいしさを自身のTwitter上で世界に向けて発信した。翌日8日に開催されたテスラのスポーツ電気自動車「モデルS」の納車記念式典では前日に訪れた「ラーメン二郎」について感想を求められ、「特に狙っていたわけではなく、友だちと歩いていて『ここがどうも美味しそうだ』ということで入った」と語り、「すごく大きなボウルにラーメンを盛ってくれて、非常に美味しかった。機械にお金を入れて……確か700円くらいだっただろうか。アサヒビールも飲んだし、本当に楽しかった」と笑顔で答えた。
2018年12月14日よりマスクの率いるテスラの工場には、台湾出身のエンジニアのアンディ・リンが創業した「ヨーカイエクスプレス」のラーメン自動販売機が設置されている。設置した数時間後にマスクは自身のTwitter上に｢ラーメン最高｣と投稿。作業員たちの過酷な就労を支える癒しになっている。
2024年8月12日、元アメリカ大統領のドナルド・トランプが福島第一原子力発電所事故について、「3000年は、その地に入れないと言われている」と発言したことに対しては、マスクが「それは真実ではない」と反論し、福島県産の野菜を食べた経験を話した。
2023年8月に日本の千葉県で開催されたソニックマニアにグライムスが出演した際にはマスクも飛び入り参加した。

### 社会貢献活動
2002年、弟と慈善団体のマスク財団を設立した。2012年、ギビング・プレッジに署名し、財産の半分以上を寄付することを約束した。2018年、「数年ごとに100万ドル相当のTesla株を寄付する」と発信した。
2020年、米非営利団体Xプライズ財団が主催する炭素回収技術を競うコンテストに1億ドルの賞金などを寄付した。
2021年、スペース Xが自社のロケットを製造するテキサス州南部の公立学校や非営利団体に3,000万ドル、テネシー州のセント・ジュード小児研究病院に5,000万ドルを寄付した。また、Teslaの自社株504万4,000株、57億4,000万ドル相当をマスク財団に寄付した。
慈善活動より私の営利活動のほうが社会貢献できると述べている。

## 家族
2025年時点でマスクには14人の子供がいる。
第1子は乳幼児突然死症候群により生後10週で亡くなっている。第2子と第3子は双子でともに男児である。第4子と第5子と第6子は三つ子で、第1子から第6子までは一番最初の妻であるクィーンズ大学の同窓生で作家のジャスティン・マスクとの間の子供である。ジャスティンとは2000年に結婚し、2008年に離婚している。
2番目の妻は女優のタルラ・ライリーで2010年に結婚したが、2012年に離婚、翌2013年に復縁したが、2016年3月に再度離婚した。タルラとの間に子女はいない。
2016年7月に俳優のジョニー・デップと離婚申請中のアンバー・ハードとの交際が噂された（2人は翌月に正式離婚） 。2017年4月には2人はオーストラリアのパーティー会場にツーショットで堂々と登場し、アンバーの父親もイーロンとの交際を認めたが僅か4か月後に破局した。
第7子はグライムスとの間に産まれた男児であり、第8子と第9子はマスクがCEOを務めるニューラリンクの幹部であるシボン・ジリスとの間に体外受精によって産まれた双子である。第10子の女児と第11子はグライムスとの代理出産で産まれた子供である。
2025年2月15日、作家でインフルエンサーのアシュリー・セント・クレアがマスクにとの間に第13子を出産したことをXにて公表した。同年3月1日、シボン・ジリスが同じくXにてマスクとの間に第14子を出産したことを公表した。

## 問題発言
ソーシャルメディア上の発言がしばしば舌禍となり、テスラなどの株価やビットコインなどの暗号通貨の価格を急落、急騰させることがある。
その一方でアメリカ合衆国での人気はすさまじく、歯に衣着せぬコメントにより度々メディアから注目を集め、スティーブ・ジョブスを超えると注目をされたこともある。

### エイプリルフール
2018年4月1日のエイプリルフールには、「テスラ社が破綻した。」とのツイートを行い株価を最大8%下落させた。

### タムルアン洞窟の遭難事故
2018年6月、タイで少年らが増水した洞窟に閉じ込められたタムルアン洞窟の遭難事故において、マスクは少年らを救出するために小型潜水艇の提供を申し出て賞賛を浴びたが、これに少年らの救出に貢献したイギリス人ダイバー、バーノン・アンズワースは「知識を伴わない単なるPR活動」と批判した。
これに反応する形で、2018年7月15日、マスクはTwitterにて「この小児性愛者には悪いが、あなたが自ら招いたことだ」と投稿した。この発言には非難が殺到し、テスラ株価は3.4％値下がりした。問題の投稿はその後削除され、3日後の18日にマスクは「アンズワースの私に対する行為は、彼に対する私の行為を正当化するものではない。よって、私はアンズワースと私が代表を務める各社に謝罪する」「非は私にあり、私だけにある」と謝罪を表明した。
しかし2018年8月、訴訟を起こされる可能性を問い合わせたBuzzFeedからのメールに返信する形で、「タイにいる知り合いに電話して、実際に何が起きているかを調べた方がいい。そして小児レイプ犯の弁護はやめることだ。このクソったれの馬鹿野郎（fucking asshole）」と、取り下げたはずの罵倒で返信してきた。マスクはオフレコと書いてきたが、アメリカのジャーナリズムの慣例では、オフレコは双方が合意した時点で成立するため、BuzzFeedはこのメールを公開した。

### SECの提訴
2018年、マスクは、テスラの株式を非公開化できる資金が確保されたというツイートで米国証券取引委員会（SEC）に提訴された。
この訴訟は、このツイートが虚偽で誤解を招き、投資家に損害を与えるものであるとし、マスクが上場企業のCEOを務めることを禁止するよう求めたものであった。その2日後、マスクはSECと和解し、SECの主張を認めることも否定することもなかった。その結果、マスクとテスラ社はそれぞれ2000万ドルの罰金を科され、マスクはテスラの会長を3年間退任することになったが、CEOには留まることができた。  
マスクはインタビューで、SECの調査の引き金となったツイートを投稿したことを後悔していないと述べている。
2022年4月、このツイートについてマスクを訴えた株主は、複数のテスラ株主とともに、連邦判事がこのツイートは虚偽であると判断したと述べたが、問題の判決は公開されていない。 
2019年、マスクはツイートで「テスラはその年に50万台の車を製造する」と述べた。SECはマスクのツイートに反応し、このようなツイートで和解契約の条件に違反したとして、裁判所に侮辱罪の適用を求めたが、この告発にマスクは反論した。結局、マスクとSECの間で、これまでの合意内容を明確にする共同合意によって決着がついた。この合意には、マスクがツイートする前に事前許可を必要とするトピックのリストが含まれていた。  
2020年、テスラの株価に関するマスクのツイート（「俺的には高すぎる（too high imo）」）が協定に違反するとする訴訟の進行を、判事が阻止した。FOIAで公開された記録では、SEC自身がその後、マスクが「テスラのソーラールーフの生産量と株価」に関するツイートで2度、協定に違反したと結論付けている。

### ビットコインへの影響
2021年1月29日、Twitterのプロフィールに＃bitcoinを追加した（ビットコイン価格が15％上昇）
2021年2月1日、Clubhouseアプリにて、ビットコイン支持者である旨を発言（その後テスラ社がビットコインへ投資）
2021年5月17日に、テスラ社の保有するBitcoinを売却する可能性を示唆した（ビットコイン価格が大きく下落）

### ドージコインへの影響
2021年4月15日、スペインの画家ジョアン・ミロの「月に吠える犬（Dog Barking at the Moon）」の画像を添え、これをもじって「Doge Barking at the Moon」とツイートした（ドージコインの価格が10セントから25セント超への急騰）
2021年5月9日、米人気バラエティー番組「サタデー・ナイト・ライブ」のコントでドージコインは「詐欺」と発言した（ドージコインの価格が約36％下落）

### バンダイナムコエンターテインメントへの影響
2021年1月13日、アイドルマスター シンデレラガールズに登場するキャラクター「輿水幸子」の画像と共に、「Hey you … Yeah you Queen … You’re gonna make it!」とコメントをツイート（配信元のバンダイナムコホールディングスの株価は一時4.4％高の9391円に上昇）

## デマ拡散
度々、Xにおいてデマをリポストし拡散し問題視されている。

### 偽物の英紙デイリー・テレグラフ捏造記事を拡散
2024年8月9日、英紙デイリー・テレグラフのオンライン記事に見せかけた捏造画像で「イギリス各地で暴動に参加している者たちを、イギリス政府が南米フォークランド諸島に追放するため、緊急強制収容所を現地で建設している」という虚偽の内容をリポストし拡散。マスクのこの投稿は170万回以上、閲覧されることとなった。テレグラフ紙はこのような記事は発表していないと強調。

### ゲームクリエイター対談の誤訳動画のリポスト
2024年9月に千葉県千葉市で行われた東京ゲームショウの配信イベントに出演したゲームデザイナーの堀井雄二と元週刊少年ジャンプ編集長の鳥嶋和彦による発言の一部を誤訳した動画が拡散され、マスクもその誤訳をリポストした上で意見を述べていた。
これを受けて、堀井と鳥嶋の2人が出演しているラジオ番組『TOKYO M.A.A.D SPIN』（J-WAVE制作）は誤訳動画への注意喚起並びに拡散に抗議する声明を出す事態になった。

### 米大統領選挙の関連デマ拡散
非営利団体「CCDH」の調査では米大統領選のマスク発信の偽誤情報は87件で20億回閲覧
されていると分かった。

#### ABCニュース大統領候補者討論会でハリス支援目的の不正があったとデマ拡散
ABCニュースの大統領候補者討論会でカマラ・ハリス副大統領支援を目的とする不正があったと称する陰謀論で「内部告発者」の発言とされるでっち上げの「宣誓供述書」を拡散した。誤字だらけのこの文書についてABCは虚偽だと発表した。

#### トランプが集会予定の会場付近で爆弾見つかったとデマ拡散
トランプが集会を予定しているニューヨーク州ロングアイランドの会場の近くで爆弾が見つかったというデマ投稿を拡散した。警察は事実無根と否定。投稿から2時間半で430万回表示された。

#### ハイチ移民がペットを食べたとデマ拡散
オハイオ州スプリングフィールド市でハイチ移民がペットを食べたという報告があることを、市の幹部が３月に認めたという偽情報の動画を拡散。市長も幹部も否定した。

### USAID関連デマ拡散

#### ロシアが意図的に流したデマ拡散
USAIDを解体をめぐり混乱が起きている中、ロシア政府の偽情報ネットワーク「マトリョーシカ」がUSAIDへの反感を煽る内容の動画を複数流し、ドナルド・トランプ・ジュニアとイーロン・マスクが拡散していたことが発覚した。「ウクライナのウォロディミル・ゼレンスキー大統領のアメリカにおける人気を高めるために、USAIDが旅費を出してアメリカのセレブたちにウクライナを訪問させた」という偽動画に名前に上がった俳優のベン・スティラーは「ロシアのメディアから出た嘘だ。私はウクライナを人道的な目的で訪ねたが、完全に自腹だった。USAIDからの資金援助は一切ないし、それに類する支払いも全く受けていない。100％嘘だ」とXに投稿した。動画には「E！」というロゴがありエンターテインメント関連情報サイト「E！ニュース」の報道であるかのように作られていた。E！ニュースの広報担当者は偽物だと否定した。
ウクライナもこの動画の内容を否定しウクライナ大統領府のアンドリー・イェルマーク長官は「まったくのたわごと」だと一蹴した。

#### メディアに関するデマ拡散
トランプが「数十億ドルがUSAIDなどから盗まれ、ほとんどは民主党に都合の良い記事をでっち上げるための『報酬』として、フェイクニュースメディアに渡っている」と政治専門サイトの「ポリティコ」や「ニューヨーク・タイムズ」を名指し投稿。イーロン・マスクが拡散した。名指しされた「ポリティコ」は「政府からは補助金や助成金などを一切受け取っていない」と声明。ニューヨーク・タイムズも、「連邦政府から受け取っているのは、購読料だ」と反論した。5200万回以上閲覧されている。

## 資産
マスクの資産は2005年時点において3億2,800万ドルとされていたが、2018年2月時点では204億ドルとされている。ただし、マスクの資産は非公開企業に関するものが多いため、実際の総資産額を特定するのは困難である。
テスラの株主によって2018年に承認された賃金体系のもとでは、マスクは給料も報奨金も受け取らない代わりに、会社が一定の利益を上げたり株価が一定の値に達したりしたときに何十億ドルもの価値を持つストックオプション（自社株購入権）を受け取れる。
ブルームバーグ・ビリオネア指数によると、マスクの純資産は2020年に入ってから同年9月1日までに878億ドル増加し、Facebook（現：Meta）のCEOであるマーク・ザッカーバーグの1,108億ドルを抜いて1,154億ドル（約12兆2,300億円）となった。これによりマスクは史上5人目の資産が1,000億ドルを超えた人物となり、世界第3位の富豪となった。
2020年9月8日にTeslaの株価が21.06%下落した際、マスクの純資産の下落幅は163億ドル（約1兆7,294万円）となった。これはブルームバーグ・ビリオネア指数における史上最大の下落幅である。同年11月にはテスラ株の急伸によって純資産が1,280億ドル（約13兆3,861億円）に達し、ビル・ゲイツを超えて世界2位の富豪となった。
2021年1月7日、純資産が1,885億ドル（約19兆9,586億円）超に達し、ジェフ・ベゾスを上回り世界一の富豪となった。同年9月27日推定保有資産が2034億ドル（約22兆6250億円）となった。さらに同年10月28日（現地時間）推定保有資産が3020億ドル（約34兆4106億円）となった。フォーブスの長者番付によると2021年時点で3200億ドル (約41兆円) の資産を有するとされていた。
2022年12月7日のフォーブズの世界長者番付で一時的ながらベルナール・アルノーに世界一の富豪の座を譲った。
2024年11月時点でフォーブズはマスクの純資産を3040億米ドル（約50兆円）と見積もっており、世界一の資産を持っているとされている。

### マスク財団
マスクは2001年に設立したマスク財団の会長を務めている。マスク財団の目的は、災害地域への太陽光発電システムの提供、有人宇宙探査、小児科学、再生可能エネルギー、「安全な人工知能」に関心を持つことであると記述されている。2002年から2018年にかけて、マスク財団は2,500万ドルの寄付全体のほぼ半分をマスク自身のOpenAIに直接寄付していた。2021年末までにマスク財団の資産は94億ドルに達したが、その年に慈善団体へ行った寄付は1億6000万ドルのみであった。
マスク財団は、「自己奉仕的」であると評されているマスク自身の家族や企業に密接な活動への寄付や、寄付率の低さについて批判されてきた。2021年、マスクは国際連合世界食糧計画（WFP）の事務局長デイビッド・ビーズリーに対して、マスクの資金を使用する計画の立案を要求すると、ビーズリーは、マスクの資金は世界の飢餓の終結に貢献できる可能性があると述べた。その後、ビーズリーがマスクの要求通り4,200万人を1年間養える可能性がある資金の利用計画を提出したにもかかわらず、マスクは代わりに問題の60億ドルを自分の財団に寄付した。

## パブリックイメージ
マスクの事業は2000年代に始まり、各業界内で大きな影響力を持つようになっていったが、マスクが公の人物となったのは2010年代初頭のことである。マスクは自発的で影響力のある決断を下す風変わりな人物であるとともに、他の多くのビリオネアが自分の事業を守るために人前に姿を見せないのとは対照的に、しばしば物議を醸す発言を行う人物であると評されている。マスクの行動や表明された見解が原因で、マスクは評価が両極端に分かれる人物になっている。伝記作家のアシュリー・バンス（Ashlee Vance）は、マスクのTwitter上での「部分的に哲学者、部分的に荒らし」という人物像が原因で、人々のマスクに対する意見は両極端に分かれていると評した。
マスクは、公の言説、ソーシャルメディア、産業、政治、政府の政策に広範な影響力を持つことから、アメリカのオリガルヒと評されるようになっている。ドナルド・トランプの再選後、大統領の移行と第2次トランプ政権でのイーロン・マスクの政治活動により、一部の人はマスクを「マスク大統領」、「事実上の大統領当選者」、「影の大統領」、「共同大統領」などと呼んでいる。

### 出演
いずれも本人役で出演している。
- シンプソンズ - シーズン26第12話「アイデアの宝庫（The Musk Who Fell to Earth）」
- ビッグバン★セオリー/ギークなボクらの恋愛法則 - シーズン9第9話「プラトニックな恋愛の法則」
- アイアンマン2 - モナコでのシーン
- トランセンデンス - ウィル博士の講演会の会場
- メン・イン・ブラック:インターナショナル - MIB支部の中で流れているニュース映像

## 評価

### 否定的な評価
トランプに接近し政治権力を得るマスクらビッグ・テック関係者の動きに対し、「テック・オリガルヒ」と見做し、警戒を強める欧州議会の動きがあり、ノーベル経済学賞受賞者のポール・クルーグマンも「危なっかしい億万長者」「オリガルヒ」と呼び、「マスクポカリプス（Muskpocalypse）」という造語を用いて、マスクが買収したX（旧Twitter）の運営方針を非難している。
第1次トランプ政権で首席戦略官を務めたスティーブン・バノンは、マスクを「真の邪悪な人物だ」「トップクラスの加速主義者」と評している。